# Andrzej Lepper
Andrzej Zbigniew Lepper (Stowięcino, Pomerânia, 13 de junho de 1954 – Varsóvia, 5 de agosto de 2011) foi um político polaco, líder do partido político Samoobrona RP (Autodefesa da República da Polônia).
Foi vice-premier no governo conservador de Jarosław Kaczyński.